# 앨버트로스 (영화)
《앨버트로스》(영어: Albatross)은 2011년에 개봉한 영국의 성장 드라마 영화이다. 니올 맥코믹이 감독하고, 탬진 라픈이 각본을 썼다. 세바스티안 코치, 줄리아 오몬드, 펠리시티 존스와 제시카 브라운 핀들레이가 출연한다. 이 영화는 영국의 사우스 코스트에 살고 있는 십대 가족의 삶에 들어가는 10 대 작가를 중심으로 전개된다. "앨버트로스"는 끊임없이 피할 수 없는 부담을 설명하는데 사용되는 은유이다.
2011년 6월 에든버러 국제 영화제에서 초연 되었고, 2011년 10월 14일 영국에서 개봉되었다.

## 출연진
- 제시카 브라운 핀들레이 - 에멜리아 역
- 세바스티안 코치 - 조나단 피셔 역
- 줄리아 오몬드 - 조아 피셔 역
- 펠리시티 존스 - 베스 피셔 역
- 피터 본핸 - 그랜드파 역